# Spermacoce elliptica
Spermacoce elliptica là một loài thực vật có hoa trong họ Thiến thảo. Loài này được Thunb. miêu tả khoa học đầu tiên năm 1821.